# Управни прописи
Управни прописи су подзаконски општи правни акти које доносе овлашћени органи управе, мисли се пре свега, на лице које руководи овим органима (функционери). Они садрже опсте правне норме које се односе на неограничен број случајева, односно лица која се могу наћи у истој ситуацији. Ови нормативни акти служе како би њима органи управе ближе утврдили начин и услове извршавања закона и других подзаконских аката Скупштине и Владе.

## Врсте
У српском правном систему управни прописи су:
- Правилници - њима се разрађују одредбе закона и прописи владе, ради лакшег извршења
- Наредбе - њима се наређује или забрањује поступање у одређеној ситуацији од општег значаја
- Упутства - прописују начин рада и вршење послова органа државне управе и других организација којима су поверени послови државне управе.

Органи управе, осим наведених доносе и:
- Обавезне инструкције - њима се одређују обавезна правила о начину рада и поступању органа, као и других организација којима су поверени послови државне управе
- Стручна упутства - правила којима се врши организација службе и стручни рад запослених
- Објашњења - садрже мишљења која се тичу примене појединих одредаба закона и других прописа.